# Tišina Molim!
Tišina Molim!, festival filmova snimljenih u Dubrovniku. Održava se svake godine počevši od 2016. godine. Na festivalu se prikazuju filmovi, održavaju kreativne radionice za djecu i odrasle, predavanja i filmski pub kviz. Producent festivala je Tomislav Tepšić, kreativni direktor festivala je Miran Dilberović i kao treće ime tu je Krešimir Glavinić. Cilj manifestacije je istraživati, informirati i educirati javnost o ulozi Dubrovnika u filmskoj povijesti i kulturi. Razlog je što Dubrovnik ima znatno stariju i bogatiju filmsku povijest nego što šira javnost misli, pa se festivalom to želi približiti Dubrovčanima i njihovim gostima.

## Vanjske poveznice
- Tišina Molim!  Arhivirana inačica izvorne stranice od 4. prosinca 2019. (Wayback Machine)
- Facebook